# Кент, Стейси
Стейси Кент (англ. Stacey Kent; род. 27 марта 1968, Саут-Ориндж, Нью-Джерси) — американская джазовая певица, номинированная на премию «Грэмми».

## Биография
Дед Стейси Кент — эмигрант из России — ещё в детстве приобщил её к русской и французской поэзии. Кент посещала Newark Academy в Ливингстоне. Она получила образование в Sarah Lawrence College в Нью-Йорке, и переехала в Англию после окончания обучения. Во время учёбы в Гилдхоллской школе музыки и театра в Лондоне, она встретилась с саксофонистом Джимом Томлинсоном, за которого она вышла замуж 9 августа 1991 года.
В начале 90-х, Кент начала свою профессиональную карьеру певицы в Café Boheme в Сохо. Через 2—3 года Кент начинает открываться как джазовая певица в клубе Ronnie Scott’s в Лондоне.
Её первый альбом, «Close Your Eyes», был выпущен в 1997 году. Она выпустила ещё девять альбомов и отдельные песни на трёх альбомах Томлинсона, последний альбом «The Lyric» (2006), завоевавший «Album of the Year» в 2006 году на BBC Jazz Awards и был переиздан на Blue Note Records в 2011 году.
Музыка Кент была подвергнута критике джазового трубача Humphrey Lyttelton. В 2001 году она завоевала British Jazz Award, а в 2002 году на BBC Jazz Award получила награду как «Самый лучший Вокалист». Она также представляет джазовые программы на BBC Radio 2 и BBC Radio 3.
В 2006 году Томлинсон, перед получением награды в BBC Jazz Awards в номинации «Album of the Year» за «The Lyric» объявил, что Кент работает с Blue Note Records.
Альбом Кент «The Boy Next Door» достиг статуса Gold album во Франции в сентябре 2006 года. «Breakfast On The Morning Tram» (2007) достиг статуса Platinum album во Франции в ноябре 2007 года; статус Gold album в Германии в феврале 2008 года.
В 2009 году была номинирована на премию «Грэмми» за лучший джазовый вокальный альбом
В 1995 году Кент появилась в фильме «Ричард III» по сценарию Иэна Маккеллена на основе одноимённой пьесы Шекспира, где исполнила песню «Come live with me and be my love» на стихи Кристофера Марло «The Passionate Shepherd to His Love» («Страстный пастух — своей возлюбленной»), стилизованную в манере бродвейского мюзикла 20-х — 30-х гг.
Призёр Букеровской премии писатель Кадзуо Исигуро написал заметки к лайнеру альбома Кент 2003 года «In Love Again». Исигуро был соавтором четырёх песен альбома «Breakfast on the Morning Tram», который был издан осенью 2007 года Blue Note Records. Одна из песен, написанных Исигуро, «The Ice Hotel» с музыкой от Томлинсона, завоевала первый приз на International Songwriting Competition в апреле 2008 года.
31 марта 2009 года, Кент получила National Order of Arts and Letters (Орден Искусств и литературы) — государственную награду, как знак признания её вклада в искусство, от министра культуры Франции Кристины Альбанель.
Альбом Кент 2010 года «Raconte-moi…» был записан полностью на французском, и имел коммерческий успех во Франции и Германии, достигнув статуса Gold album.
Первый альбом Кент вживую «Dreamer In Concert», был издан в 2011 году. Он был записан 30-31 мая 2011 года в театре La Cigale в Париже. Альбом включает три ранее не записанные песни: «Waters of March» от Antonio Carlos ac jobim, и две новые композиции от Джимма Томлинсона: «Postcard Lovers», с лирикой писателя Кадзуо Исигуро и «O Comboio», написанные португальским поэтом António Ladeira.

## Дискография

### Студийные альбомы
- Close Your Eyes (1997, Candid)
- Love Is…The Tender Trap (1999, Candid)
- Let Yourself Go: Celebrating Fred Astaire (2000, Candid)
- Dreamsville (2001, Candid)
- In Love Again: The Music of Richard Rodgers (2002, Candid)
- The Boy Next Door (2003, Candid)
- Breakfast on the Morning Tram (2007, Blue Note/EMI)
- Raconte-moi… (2010, Blue Note/EMI)
- Dreamer In Concert (2011, Blue Note/EMI)
- The Changing Lights (2013, Parlophone Music/Warner)[6]
- Tenderly (2015, Okeh/Sony Records)

### Вместе с Джимом Томлинсоном
- Only Trust Your Heart (1999)
- Brazilian Sketches (2001)
- The Lyric (2006; переиздание на Blue Note/EMI, 2011)

### Другие выпуски
- The Christmas Song (2003, сингл)
- SK Collection (2001, сборник)
- SK Collection II (2003, сборник)
- SK Collection III (2006, сборник)
- Hushabye Mountain (2011, сборник)
- Ao Vivo (2013, Sony/BMG Brazil, с Маркосом Валле)
- Candid Moments (2013, сборник)
- Chet Lives! (2013, с Джо Барбиери)
- Brazil (2014, Erato, с Кватюром Эбене и Бернаром Лавилье)